# Astragalus oxyrhynchus
Astragalus oxyrhynchus är en ärtväxtart som beskrevs av William Botting Hemsley. Astragalus oxyrhynchus ingår i släktet vedlar, och familjen ärtväxter. Inga underarter finns listade i Catalogue of Life.